# Plantage

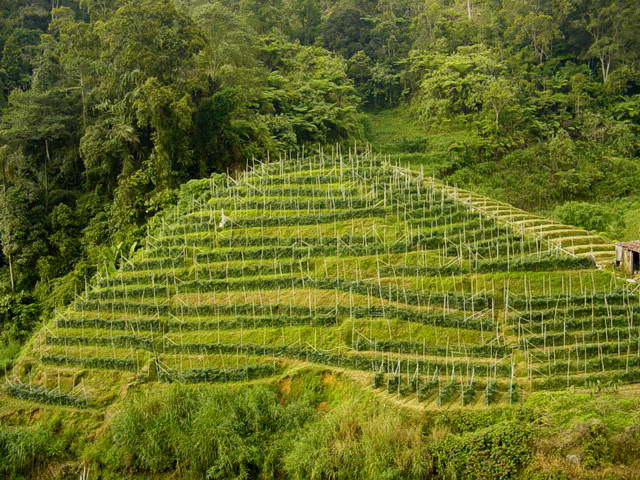
Teplantage i Malaysia

Plantage är en jordegendom där man odlar, bomull, kaffe, te, tobak eller andra avsalugrödor i stor skala. Tidigare har beteckningen mest använts för odlingar i tropiska länder, men används numera även för vissa trädgårdskulturer även i nordligare länder, till exempel fruktplantager.

## Exportgrödor
Plantager är baserade på monokultur och där odlar man så kallade avsalugrödor (cash crops) för industriländernas marknader. Typiska sådana grödor är kaffe, te, kakao, naturgummi, bomull, rörsocker, tobak och olika tropiska frukter samt oljepalmer. Odlingen av dessa grödor blir allt vanligare också på småbruk i tredje världen, där de ersätter odlingen av nyttoväxter för eget bruk. Bönderna blir därmed inlemmade i  den moderna penningekonomin, men kan i gengäld få en försämrad näringssituation.[källa behövs]

## Historia
Under tiden 1600-tal till 1800-tal odlade de europeiska kolonialmakterna bomull och tobak på amerikanska plantager, arbetarna där var afrikanska slavar. I Afrika odlades kaffe och kakao på plantagerna medan man i de asiatiska kolonierna odlade te och gummiträd. Ordet är belagt från 1644 och kommer från franskans ord med samma betydelse.